# Makoto Fujita (Chemiker)

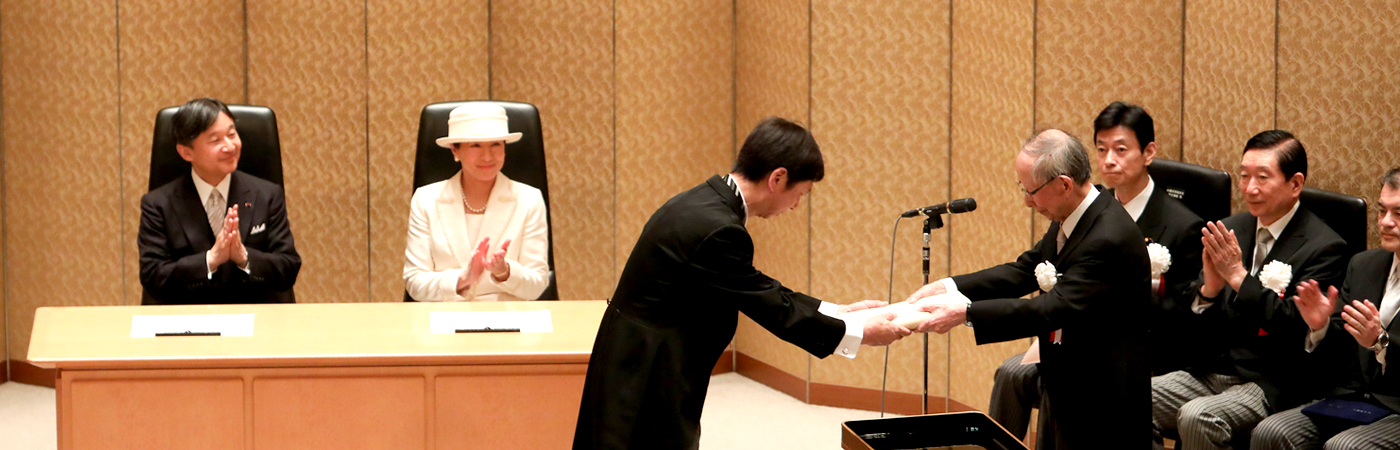
Makoto Fujita erhält 2019 den Kaiserlichen Preis der Japanischen Akademie der Wissenschaften aus den Händen von Hiroshi Shiono. Im Hintergrund applaudieren Kaiser Naruhito und Kaiserin Masako.

Makoto Fujita (* 1957) ist ein japanischer Chemiker und Ingenieur an der Universität Tokio. Er gilt als Pionier der Supramolekularen Chemie.

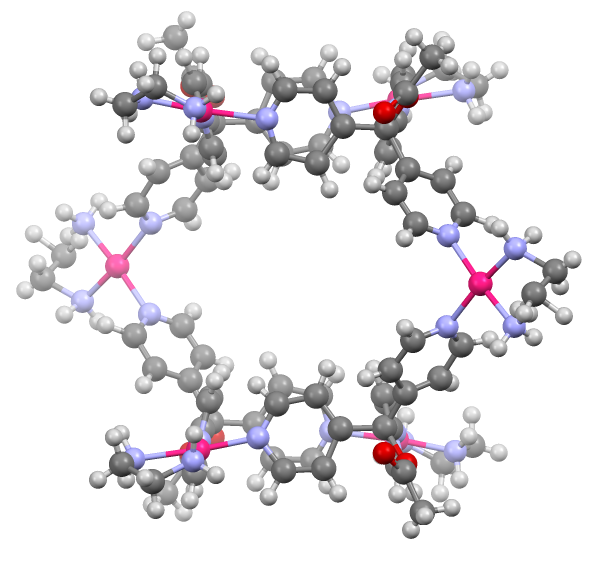
Struktur von {[Pd(en)]_{6}L_{4}}^{12+} (en = Ethylendiamin, L = Tripyridin-Ligand CH_{3}CO_{2}C(C_{5}H_{4}N)_{3}).

Fujita erwarb 1980 an der Universität Chiba einen Bachelor und 1982 ebendort einen Master in Ingenieurwesen. 1987 erhielt er bei Tamejiro Hiyama am Tōkyō Kōgyō Daigaku (Tokyo Institute of Technology) einen Ph.D., die zugehörigen Forschungsleistungen hat er am Sagami Chemical Research Center erbracht. 1988 erhielt Fujita an der Universität Chiba eine erste Professur (Assistant Professor) für Ingenieurwesen. 1994 wurde er Associate Professor, 1997 wechselte er an das Institut für Molecular Science. Von 1999 bis 2002 war er Professor für Ingenieurwesen an der Universität Nagoya, bevor er 2002 an die Universität Tokio wechselte.
Fujita befasst sich vor allem mit schwachen chemischen Bindungen, die bei der spontanen Anordnung biologischer Strukturen eine Rolle spielen. Es gelang ihm ein System molekularer Selbstassemblierung zu etablieren, mit dem sich sehr große Molekülkomplexe bilden lassen, darunter insbesondere solche mit einem Hohlraum. Außerdem entwickelte Fujita ein Metal Organic Framework (MOF), in dessen Poren sich bestimmte Moleküle so regelhaft anordnen, dass sie der Röntgenstrukturanalyse zugänglich sind, auch wenn sie selbst nicht in Kristallform gebracht werden können.
2018 erhielt Fujita für seine wissenschaftlichen Leistungen den Wolf-Preis für Chemie (gemeinsam mit Omar Yaghi). 2019 hielt er die Paul-Karrer-Vorlesung. 2025 wurde Fujita zum Mitglied der American Academy of Arts and Sciences gewählt.
Seit 2020 zählt ihn der Medienkonzern Clarivate zu den Favoriten auf einen Nobelpreis (Clarivate Citation Laureates).